# Nicoleño
Die Nicoleño (Eigenbezeichnung: woes) waren ein Stamm amerikanischer Ureinwohner, die auf der Insel San Nicolas, einer der acht Kanalinseln von Kalifornien, lebten.
Der Stamm trieb gelegentlich Handel mit Stämmen auf den Nachbarinseln; seine Sprache zählte nach den wenigen überlieferten Fragmenten zur uto-aztekischen Sprachfamilie. Die Chumash-Indianer auf dem Festland bezeichneten den Stamm als Niminocotch und die Insel als Ghalas-at.
1602 benannte der Entdecker Sebastián Vizcaíno die bereits 1542 erstmals von Europäern gesichtete Insel. Über die weitere Geschichte der Insel ist wenig bekannt, jedoch unternahmen Missionare erhebliche Anstrengungen, die Bewohner der Kanalinseln zu christianisieren. Nach einem Massaker 1814 durch Pelztierjäger der Russisch-Amerikanischen Kompagnie waren die Nicoleño so dezimiert, dass sie auszusterben drohten. Angeblich sollen Franziskaner der Mission Santa Barbara um die Rettung der Indianer gebeten haben, was jedoch fraglich ist, da die Mission zu dieser Zeit leerstand. Fest steht, dass der Schoner Peor es Nada 1835 fast den gesamten Indianerstamm – wohl weniger als ein Dutzend Menschen – auf das Festland evakuierte. Lediglich eine Frau konnte nicht ausfindig gemacht werden, bevor ein Sturm losbrach. Die Verschollene von San Nicolas lebte darum achtzehn Jahre lang allein auf der Insel, bis auch sie gerettet wurde. Die auf das Festland, insbesondere zur Mission San Gabriel Arcángel, gebrachten Nicoleño starben dort bald, vor allem an Infektionskrankheiten.